# NGC 2958
NGC 2958 (również PGC 27620 lub UGC 5160) – galaktyka spiralna (Sbc), znajdująca się w gwiazdozbiorze Lwa. Odkrył ją Édouard Jean-Marie Stephan 7 marca 1877 roku.
W galaktyce tej zaobserwowano supernową SN 2000I.